# Islom Karimov
Islom Abduganíyevich Karímov (en uzbeko cirílico: Ислом Абдуғаниевич Каримов; en ruso: Ислам Абдуганиевич Каримов, Islam Abduganíyevich Karímov; Samarcanda, RSS de Uzbekistán, URSS; 30 de enero de 1938-Taskent, Uzbekistán; 2 de septiembre de 2016) fue un político uzbeko que se desempeñó como el primer presidente de Uzbekistán, desde la independencia del país en 1991 hasta su muerte en 2016. Fue el último Primer Secretario del Partido Comunista de la RSS de Uzbekistán de 1989 a 1991, cuando el partido fue disuelto y se creó el nuevo Partido Democrático Popular de Uzbekistán (O'zXDP); dirigió el O'zXDP hasta 1996. Fue Presidente de la República Socialista Soviética de Uzbekistán desde el 24 de marzo de 1990 hasta que declaró la independencia de Uzbekistán el 1 de septiembre de 1991.
El 31 de agosto de 1991 declaró a Uzbekistán como nación independiente. Posteriormente ganó las elecciones presidenciales el 29 de diciembre de 1991, con el 86% de los votos. Los observadores extranjeros y la oposición citaron irregularidades en la votación alegando propaganda estatal y un conteo de votos falsificado. El primer mandato presidencial de Karimov se extendió hasta el año 2000 mediante un referéndum, y fue reelegido en 2000, 2007 y 2015, recibiendo cada vez más del 90% de los votos. Murió de un derrame cerebral el 2 de septiembre de 2016, después de haber sido presidente del país durante 25 años.
Gobernó un régimen autoritario represivo en Uzbekistán donde se asesinaba a los opositores políticos, se reprimían los derechos humanos y se prohibía la disidencia; Sin embargo, la pena capital fue derogada en 2008.

## Biografía

### Primeros años
Nació el 30 de enero de 1938 en la ciudad de Samarcanda. Su padre fue un trabajador de oficinas. La mayor parte de su infancia transcurrió en un orfanato soviético y, al igual que muchos jóvenes de su época, recibió primero una educación técnica. Tras finalizar la escuela secundaria fue aceptado en el Instituto Politécnico de Asia Central, de donde se graduó con el título de ingeniero mecánico. Más adelante también logró el título de economista tras finalizar sus estudios en el Instituto Nacional de Economía en Taskent.

### Presidente de la RSS de Uzbekistán: 1986-1991
La mayor parte de su vida la dedicó al diseño y creación de maquinaria pesada: empezó trabajando para la Planta de Maquinaria Agrícola de Taskent como supervisor tecnológico y en la Planta Aeronáutica de la misma ciudad como ingeniero y especialista en diseño. En 1966 se unió al Partido Comunista de la República Socialista Soviética de Uzbekistán, comenzando así su ascenso hacia las altas esferas del poder. 
En 1983, fue nombrado Ministro de Finanzas de la república soviética. En 1986 fue designado vicepresidente del Consejo de Ministros y diputado general del Gobierno autónomo. A partir de este momento, Karímov se convirtió en el líder indiscutido de la República, logrando ser nombrado primer secretario del Partido Comunista de Uzbekistán para 1989. El 24 de marzo de 1990 fue elegido presidente de la RSS de Uzbekistán.

### Presidente de Uzbekistán: 1991-2016

#### Llegada al poder
Karímov declaró forzadamente la independencia del país el 1 de septiembre de 1991, aun cuando el movimiento que posteriormente acabaría con la disolución de la Unión Soviética era bastante débil entonces en Asia Central. Fue confirmado en la presidencia del Uzbekistán independiente en las elecciones del 29 de diciembre de ese año con el 86 % de los votos, disolviendo luego al Partido Comunista de la RSS de Uzbekistán, y fundando uno nuevo, el Partido Democrático Popular. Las elecciones de 1990 fueron declaradas fraudulentas,[cita requerida] con el apoyo masivo de la propaganda del Estado hacia Karímov y con falsificación masiva de votos.[cita requerida] A pesar de todo, la oposición tuvo la oportunidad de presentarse, representada por el partido Erk y su líder, Muhammad Solih. Poco después de ser ratificado su mandato, el presidente Karímov ordenó la represión masiva contra la oposición, enviando al exilio a muchos de sus líderes más importantes, encarcelando a algunos y provocando la desaparición de otros.[cita requerida]

#### Extensión de su gobierno
En 1995, Karímov logró extender su periodo de gobierno hasta 2000 a través de un controvertido referéndum. En ese año, en las elecciones del 9 de enero, fue reelegido una vez más presidente con el 91,9 % de los votos. Los Estados Unidos calificaron estas elecciones como «fraudulentas y sin dar la opción al electorado uzbeko de elegir alguna otra alternativa».
Sin embargo, a mediados de los años 1990, la relación que Karímov mantenía con Estados Unidos y Europa Occidental era cercana, con lo que consiguió ayudas importantes en su proceso de militarización acelerado. No solo obtuvo ayuda financiera por parte estadounidense, sino que obtuvo también entrenamiento de sus fuerzas armadas por parte de oficiales de dicho país, y sus tropas realizaron maniobras conjuntas con la OTAN en 1998. Desde Washington D. C. se brindaba esta asistencia militar porque consideraban a Uzbekistán como un elemento estratégico para tener controlada a Rusia y desafiar su poder en el Asia Central. Tras los ataques del 11 de septiembre de 2001 y la invasión de Afganistán por parte de los Estados Unidos, el presidente Karímov se vio favorecido por su colaboración en la llamada «guerra contra el terrorismo». La creación de una base militar estadounidense en suelo uzbeko en el 2001 fortaleció aún más la aceptación de su régimen por parte de Occidente. Su acercamiento a los Estados Unidos, Japón y Europa Occidental implicó a su vez un distanciamiento de Rusia, que culminó con la salida de Uzbekistán de la Organización del Tratado de la Seguridad Colectiva (OTSC por sus siglas).

#### Distanciamiento con Occidente
Sin embargo, años más tarde Karímov recorrería el camino inverso: en 2005, se cerró por orden del Gobierno uzbeko la base militar estadounidense de Karshi-Janabad (conocida como K-2), ubicada a pocos kilómetros de la frontera con Afganistán, y expulsó a los más de 1000 soldados estadounidenses destacados en Uzbekistán. A ello le acompañó además el cierre del espacio aéreo a los aviones de la OTAN. En 2006, Uzbekistán se reincorpora a la OTSC y fortalece su relación con Moscú, al punto tal de que firma con Rusia un acuerdo militar de asistencia mutua en caso de agresión.
El analista político Mahdi Darius Nazemroaya, miembro de la Red Voltaire y especialista en geopolítica, considera que la ruptura con Occidente y su acercamiento a Rusia derivaron a raíz de que el mandatario comenzó a asumir una política más independiente en el plano internacional a partir de 2005. Al considerar sus antiguos aliados que Karímov ya no respondía a sus intereses, apostaron por un cambio en el Gobierno y consideraron la posibilidad de derrocar al presidente. Al advertir estos planes, Uzbekistán rompe definitivamente con los países occidentales, sobre todo cuando sucede la masacre de Andiyán: el Gobierno uzbeko consideró responsables a Estados Unidos y al Reino Unido de haber fomentado la rebelión, y denunció la existencia de grupos armados entre los manifestantes.

#### Críticas
Karímov fue acusado de prohibir los partidos políticos que están en contra del pueblo uzbeko, encarcelar a más de 6500 disidentes, promover la esterilización forzada de mujeres y de acusar a cualquier disidente de «terrorista islámico».
Un cierto número de organizaciones de derechos humanos han calificado a su gobierno de dictadura, señalando testimonios de médicos obligados a esterilizan mujeres compulsivamente y estimando un total de entre 10 000 y hasta 100 000 víctimas hasta abril de 2012. Pese a las denuncias de Amnistía Internacional, el gobierno de Estados Unidos siguió apoyando militar y económicamente el gobierno de este país

### Fallecimiento
El 29 de agosto del 2016, algunos medios rusos habían dado la noticia de que Karímov había muerto, sin embargo, no había ningún comunicado oficial que avalara el rumor. Pasadas las horas, se dio a conocer que el presidente uzbeko se encontraba hospitalizado a causa de un derrame cerebral y que su vida estaba muy comprometida. Finalmente falleció el 2 de septiembre de 2016 tras seis días de ingreso en un Hospital de Taskent.